# Christopher Hohn
Christopher „Chris“ Hohn (* Oktober 1966 in Addlestone) ist Mitgründer, Inhaber und Chef des britischen Hedgefonds The Children’s Investment Fund (TCI).
Er gilt als äußerst medienscheu. Ohne öffentlich aufzutreten, spendete er über 466 Millionen Pfund (ca. 590 Millionen Euro), um Kindern in der dritten Welt zu helfen. Deswegen wird er besonders in englischen Medien als Philanthrop bezeichnet.

## Ausbildung
Hohn besuchte die University of Southampton und schloss sein Studium in Buchhaltung und Betriebswirtschaftslehre mit „First Class Honours“ ab. Anschließend konnte er durch ein Stipendium seinen MBA an der Harvard Business School machen.

## Werdegang
Nach dem Studium arbeitete Hohn im Finanzsektor bei RIT Capital Partners und Perry Capital. 2003 gründete er dann in London den Hedge-Fonds TCI. Seitdem investiert der Fonds unter seiner Leitung weltweit in unterschiedlichste Unternehmen, darunter Börsen, Banken, Eisenbahnen und Stromversorger.

## Familie
Hohns Vater Paul, ein europäisch-stämmiger Jamaikaner, kam 1960 nach England und arbeitete als Automechaniker.
Hohn war verheiratet  mit  Jamie Cooper-Hohn und lebt derzeit in Scheidung. Jamie Cooper-Hohn leitet die unter anderem durch den TCI-Fonds finanzierte Stiftung „Children’s Investment Fund Foundation“ (CIFF), die Hilfsprojekte in der AIDS-Bekämpfung von Kindern in Afrika und Indien finanziert. Außerdem unterstützt die Stiftung Projekte in der Landwirtschaft und im Bildungsbereich.

## Vermögen
Die Times schätzte sein Privatvermögen 2004 auf 75 Millionen Pfund. Damals lag er damit auf Platz 50 der reichsten Investmentbanker von London.
Nach Angaben der Zeitung Die Welt von April 2007 beläuft sich Hohns Jahreseinkommen auf 220 Millionen Euro.
Nach Angaben des Forbes Magazin erzielte Christopher Hohn 2014 ein Jahreseinkommen von circa 200 Millionen US-Dollar und im Jahre 2019, laut Angaben von Bloomberg ca. 1,8 Mrd. US-Dollar.
Er hat sich der Wohltätigkeitsinitiative The Giving Pledge angeschlossen.

## Belege
1. ↑  CHRIS HOHN Co-Founder ciff.org. Abruf am 29. April 2020 (en)
2. ↑  ORF: „Brite spendet 590 Mio. Euro für Kinderhilfswerk (Memento des Originals vom 22. Mai 2010 im Internet Archive)  Info: Der Archivlink wurde automatisch eingesetzt und noch nicht geprüft. Bitte prüfe Original- und Archivlink gemäß Anleitung und entferne dann diesen Hinweis.“ – 21. Juni 2008
3. ↑  Daily Mail: „Generous hedge fund boss tops philanthropist league“ – 28. Juni 2006
4. ↑  Top Executive Profiles Christopher Hohn
5. ↑  International Herald Tribune: „Business and philanthropy in a sometimes rocky union“ – 13. November 2006
6. ↑  https://de.finance.yahoo.com/nachrichten/scheidung-cooper-hohn-rekord-london-124601062.html
7. ↑  Die Welt: Europas erster Bankenriese fällt – 22. April 2007
8. ↑   http://www.forbes.com/profile/christopher-hohn/?list=hedge-fund-managers
9. ↑  https://www.bloomberg.com/news/articles/2020-02-11/five-hedge-fund-heads-earned-more-than-1-billion-each-last-year